# Inglesina (imbarcazione)
L'inglesina è un'imbarcazione storica a remi tipica del Lago Maggiore e del Lago di Como. Era una barca da diporto comparsa sui laghi prealpini italiani all'inizio dell'Ottocento, importata da villeggianti inglesi per momenti di svago.
È la capostipite di varie imbarcazioni che si sono tramandate fino ai nostri giorni, soppiantando le vecchie barche tradizionali.

## Struttura
Aveva dimensioni che variavano dai 5 fino ad oltre nove metri, dalle linee aggraziate e filanti, molto elegante e curatissima nelle finiture.
A due o tre rematori, era adibita al trasporto dei nobili e dei benestanti che si spostavano sul lago. Per questo era divisa in due settori: uno per i barcaioli, con panche lisce, ed uno per i passeggeri, estremamente curato: con panche di legno e "paglia di Vienna" ricoperte da morbidi cuscini.
Successivamente fu installato un tendalino (bufèt), montato su bracci oscillanti metallici incernierati allo scafo, per proteggersi dal sole.
Caratteristica era la linea d'acqua, lievissima lasciata a poppa dello scafo, quasi come se scivolasse sull'acqua.
Le forcole per alloggiare i remi erano tonde in bronzo e spesso impreziosite da riccioli. Il fasciame non terminava in un bordo e gli scalmi erano ricavati in corrispondenza dell'ultimo corso (utilizzando una tavola di spessore doppio rispetto a quelle inferiori), rialzati rispetto alla linea del fianco della barca.
Il girone (la parte posta tra scalmo e impugnatura) era quadrato, di peso maggiore rispetto a quelli a sezione tonda: questo probabilmente perché favoriva l'uscita della pala durante la voga.
Le panche dei rematori (banchi), pur nella loro semplicità, erano rastremate lungo gli spigoli del bordo al fine di far apparire la tavola più sottile ed elegante. I dettagli erano molto curati e con essi veniva caratterizzata la barca, cioè come elementi di distinzione. I cavi che azionavano il timone, la bandiera a poppa ed i cuscini per le panche dei passeggeri erano elementi che maggiormente le distinguevano: le imbarcazioni di famiglie nobili avevano cuscini del colore della casata ed il pagliolato ricoperto da tappetini ricavati da passatoie dismesse dalle stesse eleganti dimore estive.

## Utilizzo
Ai primi del Novecento, si diffuse soprattutto sul lago Maggiore e sul ramo di Como nel triangolo lariano. Venne spesso adottata come taxi nella zona del primo bacino, perché veloce, economica e leggera.
Con questa barca venne introdotto sul Lario il metodo di voga all'inglese, col rematore seduto che volge le spalle alla prua (tira sui remi, mentre nella voga lariana tradizionale si spinge).
Quando le barche non erano condotte dai rispettivi proprietari, venivano ingaggiati esperti vogatori del lago, reclutati spesso tra pescatori locali attratti dal lauto guadagno.
La barca, nata per le tranquille acque del Tamigi, era utilizzabile però solo in alcune zone del lago (come i rami) e in determinate condizioni ambientali (lago privo d'onda): fianchi bassi, forma sottile e scafo allungato la rendevano molto instabile.
I costruttori locali assimilarono la nuova tecnica costruttiva a fasciame sovrapposto e l'adattarono alle condizioni particolari della navigazione sul lago: ecco allora derivare nuove imbarcazioni di tipologia affine, le cosiddette lance e lancette da passeggio, oltre il canott.